# IC 3005
IC 3005 — галактика типу SBc () у сузір'ї Гідра.
Цей об'єкт міститься в оригінальній редакції індексного каталогу.